# Ramin Sina
Ramin Sina (* 11. März 1990 in Tübingen) ist ein deutscher Fernsehjournalist und Auslandskorrespondent.

## Leben und Wirken
Ramin Sina wuchs in Stuttgart auf, studierte im Bachelor Nahostpolitik an der Philipps-Universität Marburg und verbrachte ein Auslandssemester an der Universität Kairo. Seinen Master der internationalen Beziehungen absolvierte er an der Universität Pavia in Italien. Neben Englisch spricht Sina fließend Italienisch, Arabisch und Farsi. Parallel zu seinem Studium spielte er als Stürmer Fußball u. a. in der Verbandsliga sowie in Italien.
Seine journalistische Laufbahn begann Sina während der Fußball-Weltmeisterschaft 2014 in Brasilien, wo er erste Erfahrungen als Sportreporter sammelte. Nach einem journalistischen Volontariat beim Südwestrundfunk (SWR) im Jahr 2017 arbeitete er drei Jahre lang als Fernseh- und Hörfunkreporter im baden-württembergischen Landtag. Er berichtete von dort aus für Nachrichtensendungen des SWR und das Politikmagazin Zur Sache. Außerdem moderierte er den Auslandspodcast Sack Reis – was geht Dich die Welt an?, für den er 2021 den Robert-Geisendörfer-Preis erhielt.
Im Jahr 2020 war Sina erstmals für die ARD im Einsatz und berichtete als Fernsehreporter von der Explosion im Hafen von Beirut (Libanon). Seit Anfang 2022 ist er als Korrespondent im ARD-Auslandsstudio Kairo tätig und deckt Themen über die arabische Welt, Nordafrika bis zum Sudan ab. Er berichtete beispielsweise zur Fußball-Weltmeisterschaft 2022 aus Katar, vom Krieg in Sudan (2023), der UN-Klimakonferenz in Dubai (2023) oder der humanitären Lage im Jemen im Kontext der Militärintervention im Jemen seit 2015. Nach dem Sturz des Assad-Regimes berichtete er aus Damaskus. 
Bis zu seiner journalistischen Tätigkeit in Kairo spielte Sina in der Fußball-Bezirksliga beim MTV Stuttgart und erlangte als Fußballtrainer eine B-Lizenz.